# إيمانويل
إيمانويل هي الشخصية الرئيسية في سلسلة فيلم فرنسي الجرئ المستوحاة قصته من كتاب إيمانويل أرسان في الرواية إيمانويل  (1959) , تعد الممثلة سيلفيا كريستل أشهر من جسد دور إيمانويل 

## روابط خارجية
- إيمانويل في قاعدة بيانات الأفلام على الإنترنت
- The watershed moment in film that was ... Emmanuelle (by أليكس كوكس, The Guardian, Friday 15 December 2000
- [[ja:エマニエル夫人]] [[fr:Emmanuelle (série de films)]] [[sk:Emmanuelle (filmová séria)]] )